# Aleksej Savrasenko
Aleksej Savrasenko (1979.) je ruski košarkaš i državni reprezentativac. Igra na mjestu centra. Visine je 218 cm. Igrao je u Euroligi sezone 1998./99. za grčki Olympiakos iz Pireja. 
Budući da mu je mati na pola Grkinja, dobio je i grčko državljanstvo. Grčka putovnica mu glasi na ime Alexis Amanatidis.